# Serbyniwka (Lubny)
Serbyniwka (ukrainisch Сербинівка – bis 1992 Перше Травня/Persche Trawnja;  russisch Сербиновка/Serbinowka) ist ein Dorf in der Rajon Lubny der Oblast Poltawa im nördlichen Teil der Ukraine.
Der Ort hat 602 Einwohner und liegt auf einer Höhe von 117 Metern über dem Meeresspiegel am linken Ufer des Flusses Sucha Orschyzja. Die Stadt Hrebinka liegt in nordöstlicher Richtung etwa zwölf Kilometer von Serbyniwka entfernt.
Das Dorf trug bis 1992 den Namen „Persche Trawnja“ (Перше Травня), als der ursprüngliche Name Serbyniwka offiziell wiedereingeführt wurde.
Am 12. Juni 2020 wurde das Dorf ein Teil der Stadtgemeinde Hrebinka, bis dahin bildete es zusammen mit den Dörfern Hruschkiwka (Грушківка) und Sajiwka (Саївка) die gleichnamige Landratsgemeinde Serbyniwka (Сербинівська сільська рада/Serbyniwska silska rada) im Westen des Rajons Hrebinka.
Am 17. Juli 2020 kam es im Zuge einer großen Rajonsreform zum Anschluss des Rajonsgebietes an den Rajon Lubny.

## Weblink
- Geodaten (Alter Name vor 1992)